# Monster Hunter Wilds
Monster Hunter Wilds est un jeu vidéo d'action-RPG développé et publié par Capcom, sorti sur Microsoft Windows, PlayStation 5 et Xbox Series le 28 février 2025.

## Système de jeu
Semblable à son prédécesseur Monster Hunter World, Wilds est un jeu vidéo de rôle d'action joué à la troisième personne. Dans Wilds, les joueurs incarnent un personnage personnalisé qui se rend dans les « Terres interdites », un monde terrestre émergé et inhabité remplie de monstres, afin de localiser un groupe d'expédition disparu. Le monde du jeu comprend plusieurs biomes, chacun étant un grand monde ouvert que les joueurs peuvent explorer librement. Dans Wilds, les joueurs peuvent se déplacer en toute liberté entre le village des chasseurs, où ils peuvent cuisiner, réapprovisionner leurs réserves et fabriquer de nouveaux équipements et armes, et le reste du monde. Les quêtes peuvent également être lancées lorsque les joueurs localisent leurs cibles dans la nature. Le jeu introduit un type de monture nommé Seikret qui aide l'exploration du joueur et le dirige vers son objectif actuel. Le Seikret permet au personnage du joueur de porter deux armes distinctes lors de la chasse aux monstres, bien que l'armure ne puisse être changée que dans le village.
Les 14 types d'armes de World reviennent dans Wilds, bien que de nouveaux mouvements et actions aient été introduits. Le Slinger revient également dans Wilds avec de nouvelles fonctionnalités ajoutées, permettant aux joueurs de saisir des objets à distance et de déclencher des dangers environnementaux. Le jeu propose un mode Focus permettant aux joueurs de lancer des attaques ciblées contre des parties spécifiques du corps d'un monstre. Les blessures infligées à un monstre peuvent être exploitées davantage pour infliger des dégâts supplémentaires. Les monstres du jeu interagiront les uns avec les autres, les prédateurs chassant leurs proies et certains monstres présentent des comportements de troupeau pour mieux se protéger. La météo et l'heure de la journée affectent par ailleurs le comportement des monstres, dont certains n'apparaissent que lorsque les conditions météorologiques leur sont favorables.
Le jeu prend en charge un mode multijoueur coopératif à quatre joueurs, bien que les joueurs qui préfèrent jouer en solo puissent demander l'aide de trois chasseurs de soutien contrôlés par l'intelligence artificielle pour les aider.

## Développement
Wilds est développé et édité par Capcom. L’équipe du jeu s’est efforcée de créer un écosystème réaliste et de simuler un environnement naturel dans le jeu. Selon Yuya Tokuda, le directeur du jeu, les joueurs peuvent observer les formes de vie alors qu'elles vivent leur cycle de vie, et voir comment les monstres interagissent les uns avec les autres. Les monstres ne restent pas au même endroit sur la carte et se déplacent librement. Les prédateurs suivent leurs proies et l’état du monde est persistant. Les joueurs peuvent utiliser l'environnement changeant à leur avantage, mais les effets de leurs actions ne peuvent pas être annulés même s'ils quittent le jeu ou retournent à la colonie. L'équipe du jeu a également décidé de s'éloigner du modèle « d'excursion » des jeux précédents et d'introduire un monde plus vaste et plus fluide pour encourager les joueurs à interagir avec les différents systèmes de gameplay du jeu. Pour augmenter encore l'immersion, le personnage contrôlé par le joueur, ainsi que ses compagnons félins (connus sous le nom de Palico) sont entièrement doublés,. L'équipe a écouté les commentaires des joueurs de World et Rise, et a décidé de rendre l'exploration plus accessible aux joueurs grâce à l'introduction de montures qui guident automatiquement les joueurs vers leur cible.
Monster Hunter Wilds a été annoncé en décembre 2023 aux Game Awards. Le jeu est sorti sur Microsoft Windows, PlayStation 5 et Xbox Series le 28 février 2025,,,. Le jeu a été rendu disponible pour une démonstration publique lors du salon de la Gamescom 2024, où il a remporté quatre prix sélectionnés par les participants, dont le Plus Épique, le Plus Divertissant, le Meilleur Jeu PlayStation et la Meilleure Bande-annonce.

## Distribution

### Distribution Française
La version française est réalisée par Keywords Studios, sous la direction du doublage est assurée par Kevin Houée.
| Nom du personnage  | Comédien original | Comédien français     |
| ------------------ | ----------------- | --------------------- |
| Chasseur (voix 1)  | Ryosuke Higa      | Arnaud Masclet        |
| Chasseuse (voix 2) | Farahnaz Nikray   | Caroline Klaus        |
| Chasseur (voix 3)  | Hiroya Egashira   | Charlie Beaubourg     |
| Chasseuse (voix 4) | Takako Honda      | Flora Brunier         |
| Chasseur (voix 5)  | Shohei Komatsu    | Guillaume Pevée       |
| Chasseuse (voix 6) | Aj Kakuma         | Cindy Rodrigues       |
| Palico type 1      | Hina Kino         | Lila Lacombe          |
| Palico type 2      | Mitsuhiro Ichiki  | Gabriel Bismuth       |
| Alma               | Sara Matsumoto    | Léopoldine Serre      |
| Nata               | Aino Shimada      | Cécile Gatto          |
| Gemma              | Nanako Mori       | Meaghan Dendraël      |
| Olivia             | Sayaka Kinoshita  | Myrtille Bakouche     |
| Erik               | Mitsuki Saiga     | Maxime Guerville      |
| Werner             | Eiji Hanawa       | Matthieu Albertini    |
| Athos              | Nozomi Tamaki     | Laurence Crouzet      |
| Fabius             | Hiroki Yasumoto   | Stéphane Bazin        |
| Y'sai              | Shogo Batori      | Sébastien Baulain     |
| Zatoh              | Shuhei Sakaguchi  | Arthur Khong          |
| Vielle Ela         | Atsuko Sakuraoka  | Cathy Cerda           |
| Patapêche          | Bibi              | Maïk Darah            |
| Tasheen            | Yutaka Nakano     | Vincent Violette      |
| Nona               | Miu Miyake        | Clara Quilichini      |
| Vieille Nana       | Sayuri Sadaoka    | Sophie Planet         |
| Maki               | Aya Gomazuru      | Lisa Caruso           |
| Yabran             | Hiroshi Naka      | Pascal Casanova       |
| Dogard             | Hiroshi Shirokuma | Vincent Touré         |
| Roqul              | Seiyu Fujiwara    | Arnaud Laurent        |
| Aida               | Momoko Taneichi   | Marine Lemonnier      |
| Rove               | Shinji Kawada     | Emmanuel Rausenberger |
| L'Allhearken       | Kaoru Katakai     | Nathalie Bleynie      |
| Tetsuzan           | Shiro Go          | Hervé Jolly           |

Sources : Behind The Voice Actors et carton de doublage du jeu

### Voix Additionnelles
Claire Baradat, Benoît Fort, Marc Maurille, Simon Herlin, Slimane Yefsah, Sarah Barzyk, Lou Viguier, Claire Morin, Aurore Bonjour, Thierry Gondet, Esthèle Dumand, Jean-Marc Charrier, Maryvette Lair, Isabelle Leprince, Mathilde Mir, Frédéric Philippe, Cindy Lemineur, Mario Bastelica, Benjamin Lhommas, Pascal Germain, Lauryanne Philippe, Charlotte D'Ardalhon, Camille Lamache, Laura Zichy, Stevie Tomi, Léa Issert, Laurent Blanpain, Cyprien Fiasse, Martial Le Minoux, David Mandineau, Laurent Morteau, Anne-Charlotte Piau